# أسد سيناء (فلم)
أسد سيناء فيلم مصري إنتاج عام 2016.

## القصة
تدور أحداث الفيلم حول بطولات حرب أكتوبر 1973، يروي الفيلم قصة البطل سيد زكريا خليل الذي كان يخدم ضمن سلاح المظلات بالقوات المسلحة المصرية، والذي نجح بمفرده في القيام بإيقاف كتيبة إسرائيلية كاملة خلال الحرب بعد استشهاد بقية أفراد الفصيلة التي كان ينتمي إليها.

## الممثلون
| - عمرو رمزي (سيد زكريا) - نهى إسماعيل (حسنا) - حنان يوسف (ام حسن) - حمدي الوزير (زكريا خليل) - على خليفة (اسماعيل افندى) - حنان سليمان (ام سيد) - هيثم محمد (دكتور أحمد) - فتحي سعد (شوقى) - صبري عبد المنعم (أحمد الهمشرى) - علي حميدة (سليم) - محمد صلاح آدم (أحمد شلبى) - رمسيس مرزوق (المقدس) - مامادو (سيد زكريا طفلا) - علاء الهواري (الضابط الإسرائيلي) - رامي وحيد (صفي الدين غازي) - كمال سليمان (اللواء) - محمود البنا (محمود) - حسن عيد (بيكار) - حسن عبد الفتاح (ممثل) (متولى) - أحمد راسم (محمدين) - محمد الشربينى (عبد العاطى) - ماهر عصام (أحمد الدفتار) - عمرو رجب (السداوى) - مصطفى عباس (مصطفى أبو أحمد) - حمدي السخاوي (العميد إسماعيل) |

## روابط خارجية
- مقالات تستعمل روابط فنية بلا صلة مع ويكي بيانات